# Rhodothermus marinus
Rhodothermus marinus ist eine Art von Bakterien. Sie zählt zu der Familie der Rhodothermaceae und ist deren Typusart. Der Name ist abgeleitet von dem griechischen Wort rhodon für Rose und dem griechischen Wort thermos für heiß und bezieht sich auf die meist rote Farbe der Kolonien und auf die hohen Temperaturen, unter denen die Art wächst.

## Erscheinungsbild
Der Gram-Test ist negativ. Die Zellen sind gerade Stäbchen. Sie sind etwa 0,5 µm breit und zwischen 2,0 und 2,5 µm lang. Das Bakterium scheint unbeweglich zu sein, obwohl eine polar gelegene Flagelle beschrieben wurde. Sporen werden nicht gebildet. Die Farbe der Kolonien der meisten Stämme ist rot, bei den Pigment handelt es sich hierbei um ein Carotinoid. Wenn das Medium reich an Kohlenhydraten ist, bildet das Bakterium eine Schleimkapsel (Glykokalyx).

## Wachstum und Stoffwechsel
Rhodothermus marinus ist chemo-organotroph und streng aerob. Die Art ist thermophil (wärmeliebend), Wachstum erfolgt bei Temperaturen zwischen 54 und 77 °C. Bestes Wachstum findet bei 65 °C statt. Des Weiteren ist das Bakterium auf Salz zum Wachstum angewiesen (halophil) und toleriert Salzgehalte bis zu über 6 % NaCl, bei Werten unter 0,6 % findet kein Wachstum statt. Bestes Wachstum erfolgt zwischen 2 und 3 % NaCl. Der pH-Wert für bestes Wachstum liegt bei 7,0.
Rhodothermus marinus bildet hitzestabile hydrolytische Enzyme. Beispiele sind Enzyme für den Stärke-, Xylan- und Celluloseabbau.

## Chemotaxonomische Merkmale
Das Hauptchinon ist Menachinon 7. Außerdem sind in geringeren Mengen Menaquinon 6 und 5 vorhanden. Bei den in den Membranlipiden vorkommenden Fettsäuren handelt es sich hauptsächlich um anteiso-C15:0 (anteiso-Pentadecansäure), iso-C15:0 (iso-Pentadecansäure), anteiso-C17:0 (anteiso-Heptadecansäure) und iso-C15:0 (iso-Heptadecansäure). Der GC-Gehalt (der Anteil der Nukleinbasen Guanin und Cytosin) in der Bakterien-DNA liegt zwischen 64 und 66 Mol-Prozent.

## Vorkommen
Rhodothermus marinus kommt in extremen, heißen Gebieten vor, wie z. B. in marinen Thermalquellen.

## Systematik
Die Art Rhodothermus marinus zählt zu der Familie Rhodothermaceae, welche der Ordnung Cytophagales zugeordnet wird. Vergleiche mit der 16S-rRNA zeigen eine nahe phylogenetische Verwandtschaft mit Salinibacter ruber, die Übereinstimmung liegt bei ungefähr 89 %. Die Art Rhodothermus obamensis wurde aufgrund von starken Ähnlichkeiten der Fettsäureprofile und 16s-rRNA-Analysen aufgegeben und zu R. marinus gestellt.